# Янсан
Янса́н (кор. 양산시?, 梁山市?, Yangsan-si) — город в провинции Кёнсан-Намдо, Южная Корея.

## История
Человеческие поселения на месте Янсана известны с давних времён. Во время вана Мунджу (государство Силла) местность входила в состав административного района Самнянджу, которое было переименовано ваном Тхэджо (династия Корё) в Янджу. В эпоху династии Чосон впервые появилось название Янсан (правление вана Тхэджона). Тогда Янсан имел административный статус уезда (кун). Статус города (си) был получен Янсаном в 1996 году.

## География
Расположен на юго-востоке Корейского полуострова. На юго-востоке и северо-востоке граничит соответственно с Пусаном и Ульсаном. На северо-западе и юго-западе граничит соответственно с Миряном и Кимхэ. Через город протекает небольшая речка Янсанчхон, а юго-западную границу города образует река Нактонган.

## Административное деление
Янсан административно делится на 1 ып, 4 мёна и 7 донов:

| Название   | Хангыль | Площадь, км² | Население, чел | Внутреннее деление |
| ---------- | ------- | ------------ | -------------- | ------------------ |
| Мульгымып  | 물금읍  | 19,61        | 28 340         | 4 ри               |
| Вондонмён  | 원동면  | 148,03       | 3 938          | 8 ри               |
| Санбукмён  | 상북면  | 67,81        | 16 294         | 9 ри               |
| Тонмён     | 동면    | 56,37        | 12 093         | 8 ри               |
| Хабукмён   | 하북면  | 68,65        | 10 267         | 8 ри               |
| Кансодон   | 강서동  | 29,79        | 8 718          |                    |
| Пхёнсандон | 평산동  | 10,69        | 26 349         |                    |
| Самсондон  | 삼성동  | 15,88        | 23 995         |                    |
| Соджудон   | 소주동  | 18,45        | 18 287         |                    |
| Сочхандон  | 서창동  | 22           | 25 612         |                    |
| Токкедон   | 덕계동  | 13,38        | 12 395         |                    |
| Чунандон   | 중앙동  | 13,74        | 50 599         |                    |

## Экономика
Главные отрасли промышленности — пищевая и машиностроение. В Янсане расположены два больших промышленных комплекса. Региональный бюджет составляет 6 млрд вон.

## Туризм и достопримечательности
- Буддийский храм Тхондоса — основан в VII веке в эпоху государства Силла. Отдельные части храмового комплекса, а именно зал Тэунджон и ступени храма Тхондоса входят в список Национальных сокровищ Кореи под номером 290.[4]
- Водопад Хоннён — расположен на горе Чхонсоунсан, высота падения воды составляет 25 метров. Хоннён в переводе означает «Радужный дракон».[5]
- Фестиваль диких рододендронов на горе Чхонсоунсан. Фестиваль посвящён рододендронам, цветущим в местных горах, в рамках фестиваля проходят выступления традиционных фольклорных коллективов, джазовый концерт, литературные и музыкальные конкурсы, художественные выставки.[6]
- Парк развлечений Тхондо Фантазия — на территории парка расположено озеро, отркрытый театр, выставочный зал, каток и парк аттракционов.[7][8]
- Горнолыжный курорт Eden Valley. Пропускная способность подъёмника — 11000 человек в час.[9]

## Города-побратимы
У Янсана есть два города-побратима:
- Хондзё (префектура Акита), Япония — с 1997 (в 2005 году Хондзё вошёл в состав нового города Юрихондзё).
- Чиндо (провинция Чолла-Намдо), Южная Корея — с 1998.

## Символы
Как и остальные города и уезды Южной Кореи, Янсан имеет ряд символов:
- Дерево: китайский лоропеталум — является символом невинности.
- Цветок: магнолия — символизирует силу и единство граждан города.
- Маскоты: мальчик и девочка Сани и Яни, персонифицирующие Солнце и горы соответственно.